# Keams Canyon
Keams Canyon (en langue Hopi : Pongsikya ou Pongsikvi; en navajo : Lókʼaʼdeeshjin) est une census-designated place située dans le comté de Navajo, en Arizona, aux États-Unis dans l'est de la réserve Hopi. 260 personnes y habitent (en 2000) dont 89,6 % d'amérindiens. Ce n'est pas un village Hopi, mais un regroupement d'agences de l'état, des écoles et un centre commercial.
Le village se trouve à l'entrée d'un canyon boisé, nommé d'après Thomas Keam qui y créa un comptoir d'échanges en 1875.